# Hanns Jäger-Sunstenau
Hanns Jäger-Sunstenau (* 24. November 1911 in Wien; † 7. März 2008 ebenda) war ein österreichischer Genealoge.

## Leben
Nach einem kurzfristigen Medizinstudium widmete er sich dem Studium der Geschichte. Von 1935 bis 1938 arbeitete er als freiwilliger Mitarbeiter im Wiener Stadtarchiv. Von 1940 bis 1944 diente er in der Deutschen Wehrmacht, wurde 1942 bei Woronesch verwundet und 1944 als wehrunwürdig entlassen. Nach einer Vorladung zur Gestapo wegen nicht-arischer Abstammung konnte er noch Wien verlassen und sich der Widerstandsgruppe um von Gagern anschließen und schließlich bis Kriegsende bei St. Gilgen abtauchen.
Hanns Jäger-Sunstenau war im Zeitraum 1946 bis 1974 als Archivar im Wiener Stadt- und Landesarchiv tätig. 1950 schloss er seine Studien zu Geschichte und Kunstgeschichte mit der Promotion ab.
Er war auf dem Gebiet der Genealogie und Heraldik besonders beschlagen. Jäger-Sunstenau war von 1932 an Mitglied der Heraldisch-genealogischen Gesellschaft „Adler“, von 1969 bis 1982 als Präsident, danach bis zu seinem Tode als Ehrenpräsident.
Unter seinen wissenschaftlichen Veröffentlichungen sind namentlich genealogische Studien zu finden, aber er widmete seine Recherchen auch Musikern wie Ludwig van Beethoven und Johann Strauss (Sohn).
Zu Hanns Jäger-Sunstenaus 75. Geburtstag erschienen ein Sammelband „Wappen, Stammbaum und kein Ende“.
Er wurde am Hietzinger Friedhof bestattet.

## Auszeichnungen
- 1983 Verdienstkreuz 1. Klasse des Verdienstordens der Bundesrepublik Deutschland
- 1986 Ehrenmedaille der Stadt Wien in Gold
- 1997 Österreichisches Ehrenkreuz für Wissenschaft und Kunst I. Klasse

## Veröffentlichungen (Auswahl)
- Johann Strauss. Der Walzerkönig und seine Dynastie. Familiengeschichten, Urkunden. Verlag für Jugend und Volk, Wien 1965.
- Generalindex zu den Siebmacher'schen Wappenbüchern 1605 - 1967. Akademische Druck- und Verlagsanstalt, Graz 1984, ISBN 3-201-00009-4.
- Wappen, Stammbaum und kein Ende. Ausgewählte Aufsätze aus vier Jahrzehnten. Böhlau, Wien 1986, ISBN 3-205-05022-3.
- Die Ehrenbürger und Bürger ehrenhalber der Stadt Wien (= Forschungen und Beiträge zur Wiener Stadtgeschichte, Bd. 23). Deuticke, Wien 1992, ISBN 3-7005-4629-7.